# بورنو غرافيتي
بورنو غرافيتي (ポルノグラフィティ) أو كما تعرف باسم بورنو (ポルノ) هي فرقة روك يابانية من أونوميتشي (إنوشيما سابقًا)، محافظة هيروشيما، اليابان. استوحت الفرقة اسمها من الألبوم بورنو غرافيتي لفرقة إكستريم. المنتج الموسيقي لها هو سوني للترفيه الموسيقي اليابانية، ووكالتها هي شركة أميوزي.

## وصلات خارجية
- بورنو غرافيتي على موقع ميوزك برينز (الإنجليزية)
- بورنو غرافيتي على موقع أول ميوزيك (الإنجليزية)
- بورنو غرافيتي على موقع ديسكوغز (الإنجليزية)
- بورنو غرافيتي على موقع ANN person (الإنجليزية)

- الموقع الرسمي (باليابانية)